# Museos de la memoria
Museo de la memoria o museo memorial es un tipo de museo que busca reconfigurar la historia de una sociedad, reparar a las víctimas y darle un nuevo significado a la violencia.

## Listado de museos
- Museo de la memoria y los Derechos Humanos en Santiago de Chile
- Espacio de Memoria y Derechos Humanos en Argentina
- Museo de la Memoria en Rosario, Argentina
- Museo del apartheid en Sudáfrica
- Museo de la Paz de Sierra Leona
- Museo Memorial de la Paz de Hiroshima en Japón
- Yad Vashem complejo de museos del Holocausto en Israel
- Museo del Genocidio Armenio en Armenia
- Museo Whitney Plantation en Estados Unidos Historia de la esclavitud en Estados Unidos.
- Museo Casa de la Memoria en Medellín
- Museo etnográfico en Leticia
- Museo Nacional de la Memoria en Bogotá
- Museo de la Guerra Civil de Teruel, historia de España de 1933 a 1959. Guerra civil española: 17 de julio de 1936-1 de abril de 1939.[3]
- Museo Virtual de la Guerra Civil Española
- Lugar de la Memoria, la Tolerancia y la Inclusión Social en Perú
- Memorial da Resistência de São Paulo
- Centro Cultural Museo de la Memoria en Uruguay
- Museo Memoria y Tolerancia en México
- Museo Casa de la Memoria Indómita en México
- Museo de las Memorias en Paraguay